# Ivan Alekseïevitch Dolgoroukov
Pour les articles homonymes, voir Famille Dolgoroukov.
Le prince Ivan Alexeïevitch Dolgoroukov (ou Dolgourouki), né en 1708 à Varsovie et mort le 8 novembre 1739 à Novgorod, est un aristocrate et courtisan russe, connu pour avoir été le favori de l'empereur Pierre II de Russie. Il était le fils du prince Alexis Grigorievitch Dolgorouki, et le petit-neveu du prince Jacques Dolgorouki.

## Biographie
Le prince descend d'une des familles les plus puissantes et les plus anciennes de Russie, les Dolgorouki, issus de Rurik. Il naît à Varsovie, demeure chez son grand-père le prince Grégoire Dolgorouki, puis chez son oncle. Il arrive à la cour de Russie en 1723 à l'âge de seize ans. Dès lors, les ambitions de sa famille vont le pousser au premier rang.
Il commence son service en tant que page (Hof-Junker) auprès du grand-duc Pierre (futur Pierre II) en 1725, et en devient plus tard le favori. Il est nommé général d'infanterie en 1728, Ober-Kammerherr en 1728, major de la garde impériale du régiment Préobrajenski en 1730. Il reçoit le prédicat d'« illustrissime » («светлости») en 1729. Il a alors vingt-et-un ans.
Profitant de son emprise sur Pierre II (qui a quatorze ans), il fiance sa propre sœur Catherine Dolgorouki au jeune tsar en 1729 et fait exiler Alexandre Menchikov. La famille Dolgorouki exerce alors le pouvoir en réalité.
À la veille de la mort de Pierre II (qui souffrait de petite vérole), le prince Dolgorouki prend une part active (ainsi que d'autres membres de sa famille) à la rédaction d'un faux testament en imitant la signature du jeune empereur. Selon ce document, l'empereur favorisait sa « fiancée », la princesse Catherine Dolgorouki, propre sœur d'Ivan. Anne Ire, en montant sur le trône s'empresse de signer un oukaze, le 9 (20) avril 1730, qui envoie le prince et sa jeune épouse Nathalie (née comtesse Cheremetieva) en exil à Beriozov, en Sibérie. En 1737, une dénonciation parvient à la capitale selon laquelle le prince mène une vie libertine et se plaît à railler dans son entourage l'impératrice et son favori Biron, ainsi que des membres de la Cour impériale. D'autres membres de la famille Dolgorouki sont également concernés par une enquête. Une enquête est menée contre le prince à l'issue de laquelle il est envoyé à Tobolsk, en Sibérie, puis enfermé à la forteresse de Schlüsselburg.
Il est emprisonné à Novgorod et condamné pour trahison le 8 novembre 1739 avec deux de ses oncles (Serge Grigoriévitch et Ivan Grigoriévitch) et son cousin germain, le prince Vassili Loukitch Dolgorouki (condamné à la décapitation). Il est également condamné avec eux à mort. Pas un cri ne s'échappa de ses lèvres, lorsqu'il subit le supplice de la roue, ce qui impressionna ses contemporains. Les corps des condamnés furent enterrés au cimetière de la Nativité à trois kilomètres de Novgorod, au bord de la rivière Mali Volkhovets.